# تبعیدی‌ها (نمایش‌نامه)
تبعیدی‌ها نمایشنامه‌ای در سه پرده از جیمز جویس، نویسندهٔ ایرلندی است. این اثر از کارهای مهجورتر او به‌شمار می‌آید.
تبعیدی‌ها در ایران با ترجمهٔ امید قهرمان منتشر شده‌است.